# Worlds
Worlds é o álbum de estreia do produtor musical estadunidense Porter Robinson, lançado em 12 de agosto de 2014 por meio da gravadora Astralwerks. A ideia para o álbum surgiu durante sua turnê Language, quando Robinson sente-se cansado da cena do EDM comercial da época, fazendo com que ele mude seu estilo musical, indo do complextro pesado de suas produções anteriores para uma forma mais alternativa de música eletrônica, focando em expressar nostalgia e a cultura japonesa. Em geral, Worlds recebeu críticas positivas e foi elogiado por sua inovação, atingindo a primeira posição na Dance/Electronic Albums da Billboard.

## História
Entre 2012 e 2013, enquanto excursiona extensivamente em sua turnê Language, o produtor começou a se cansar cada vez mais da cena comercial de EDM na época, sentindo que estava inibindo sua criatividade por ser muito formulista, com o processo de produção centrado em criar faixas "amigáveis para DJ". Ele decidiu criar um álbum que fosse fiel a si mesmo e que canalizasse seus próprios sentimentos de nostalgia e particularmente seu interesse na cultura japonesa, como jogos eletrônicos, anime e Vocaloids.
Em 3 de março de 2014, durante a cerimônia do Oscar, ele lançou inesperadamente a primeira faixa do álbum, "Sea of Voices", no SoundCloud, transformando-se em uma tendência no Twitter. Esta foi a primeira faixa a exibir sua drástica mudança de estilo em relação a suas produções anteriores, mostrando um estilo mais ambiente. Ele temia uma reação negativa dos fãs de longa data, mas o single foi, em geral, bem recebido. A canção também faz parte da trilha sonora do jogo eletrônico NHL 15.
O segundo single do álbum, "Sad Machine", foi lançado no dia 13 de maio. A canção utiliza as vocais de um Vocaloid junto com as vocais de Robinson em um dueto. Esta faixa foi novamente uma mudança no estilo de "Sea of Voices", exibindo um estilo mais típico de EDM, mas usando sons de General MIDI, semelhantes aos ouvidos em jogos eletrônicos clássicos. Junto com o lançamento do single, ele também revelou que o álbum seria lançado no dia 12 de agosto de 2014.
Em 3 de junho de 2014, ele anunciou que o terceiro single do álbum seria "Lionhearted", a ser lançado em 17 de junho de 2014 nos Estados Unidos e depois no Reino Unido em 3 de agosto de 2014. Essa faixa mudou novamente o gênero para um estilo mais synth-pop, auxiliado pelos vocais da banda Urban Cone. Também foi lançado um videoclipe, que apresenta Robinson e um grupo de garotas japonesas andando com armas que transformam objetos em efeitos retrô e glitchy. Em 29 de julho de 2014, o quarto e último single do álbum, "Flicker", foi lançado, apresentando amostras de soul music, junto com um videoclipe. O vídeo é visto da janela de um trem, enquanto efeitos glitchy, semelhantes ao videoclipe de "Lionhearted", acontecem na paisagem que se passa.
No dia 12 de agosto de 2014, o álbum foi lançado por meio da gravadora Astralwerks. Ele estreou uma turnê norte-americana do álbum em Vancouver no dia 28 do mesmo mês e terminou em 18 de outubro de 2014 em Miami. Em setembro de 2015, Robinson anunciou um álbum de remix de Worlds. Lançado em 2 de outubro do mesmo ano, ele contém doze faixas remixadas de artistas como Odesza, Mat Zo, e Sleepy Tom. No dia 12 de agosto de 2020, em comemoração ao aniversário de seis anos do lançamento do álbum, Robinson lançou uma canção demo inédita.

## Recepção e legado
| Críticas profissionais | Críticas profissionais |
| Pontuações agregadas   | Pontuações agregadas   |
| Fonte                  | Avaliação              |
| ---------------------- | ---------------------- |
| AnyDecentMusic?        | 6.4/10                 |
| Metacritic             | 63/100                 |
| Avaliações da crítica  |                        |
| Fonte                  | Avaliação              |
| AllMusic               | [ 1 ]                  |
| Alternative Press      | [ 24 ]                 |
| Consequence of Sound   | C                      |
| Las Vegas Weekly       | [ 26 ]                 |
| Pitchfork              | 6.9/10                 |
| Q                      | [ 28 ]                 |
| Rolling Stone          | [ 29 ]                 |
| Spin                   | 8/10                   |
| Uncut                  | 6/10                   |
| Wondering Sound        | [ 32 ]                 |
| AXS                    | [ 33 ]                 |

Worlds foi recebido com críticas geralmente positivas de críticos de música. No Metacritic, que atribui uma classificação ponderada de 0 a 100 baseada em análises dos principais críticos, o álbum recebeu uma pontuação média de 63, com base em 8 avaliações, o que indica "avaliações geralmente favoráveis".
Lucas Villa da AXS avaliou Worlds em 4/5 estrelas, escrevendo que "[Robinson] aproveita as inspirações dos jogos eletrônicos e da cultura japonesa para oferecer belas paisagens sonoras cheias de profundidade emocional e grandeza eletrônica."
Larry Fitzmaurice da Pitchfork deu ao álbum uma nota de 6,9/10, afirmando que "Encontrando um meio termo entre o aumento sintético da dance music de grandes tendas e as tendências melódicas azedas do Passion Pit, O álbum de estréia de Robinson mostra a realidade de que a música eletrônica tradicional carrega uma certa sensibilidade encontrada nos grandes sucessos das paradas, nos principais estagiários do Ultra Fest que capturam o espírito de época e nos autores de batidas suaves de sucesso furtivo." Ele elogiou as faixas "Hear the Bells" e "Sea of Voices", dizendo que elas "compõem dois dos singles electro-pop mais transportadores deste ano, um par de músicas imensamente descaradas que, quando captadas sob a luz certa, têm o potencial de tocar um acorde pessoal para quem já se sentiu vivo enquanto olhava para o horizonte da cidade à noite".
Elissa Stolman da Rolling Stone deu ao álbum 3,5/5 estrelas, declarando que "Embora não pareça muito com EDM, Worlds consegue reter a emoção emocionante que as melhores raves inspiram." Derek Staples, da Consequence of Sound, comentou no álbum dizendo que "A ideia de um novo renascimento do EDM é nobre, mas a execução de Robinson é frágil".
Em 2015, noticiando o lançamento de Worlds Remixed, Max Chung, do site Run the Trap, escreveu que "Nem é preciso dizer que o álbum Worlds de Porter Robinson foi um dos álbuns eletrônicos mais inovadores e influentes de 2014. O LP redefiniu como olhávamos para a dance music, solidificando o jovem produtor de Chapel Hill ao estrelato completo".
A equipe da Billboard escolheu Worlds como o 97º melhor álbum da década de 2010.

## Lista de faixas
Todas as faixas escritas e compostas por Porter Robinson, com adicionais listados abaixo. 
| N.º            | Título                                                                    | Compositor(es)                                                               | Duração |  |
| 1.             | "Divinity" (com participação especial de Amy Millan)                      |                                                                              | 6:08    |  |
| 2.             | "Sad Machine"                                                             |                                                                              | 5:50    |  |
| 3.             | "Years of War" (com participação especial de Breanne Düren e Sean Caskey) | Breanne Düren Sean Caskey                                                    | 3:56    |  |
| 4.             | "Flicker"                                                                 |                                                                              | 4:39    |  |
| 5.             | "Fresh Static Snow"                                                       |                                                                              | 5:58    |  |
| 6.             | "Polygon Dust" (com participação especial de Lemaitre)                    | Ketil Jansen Ulrik Denizou Lund                                              | 3:29    |  |
| 7.             | "Hear the Bells" (com participação especial de Imaginary Cities)          | Marti Sarbit Rusty Matyas                                                    | 4:46    |  |
| 8.             | "Natural Light"                                                           |                                                                              | 2:21    |  |
| 9.             | "Lionhearted" (com participação especial de Urban Cone)                   | Benjamin Swardlick Andrew Coenen Eric Luttrell Emil Gustafsson Rasmus Flyckt | 4:24    |  |
| 10.            | "Sea of Voices"                                                           | Breanne Düren                                                                | 4:59    |  |
| 11.            | "Fellow Feeling"                                                          |                                                                              | 5:49    |  |
| 12.            | "Goodbye to a World"                                                      |                                                                              | 5:28    |  |
| Duração total: | Duração total:                                                            | Duração total:                                                               | 57:49   |  |

| CD de remix de edição limitada |                                                                                |         |  |
| N.º                            | Título                                                                         | Duração |  |
| 1.                             | "Sea of Voices (RAC Mix)"                                                      | 6:08    |  |
| 2.                             | "Sad Machine (Anamanaguchi Remix)"                                             | 4:29    |  |
| 3.                             | "Lionhearted (Arty Remix)" (com participação especial de Urban Cone)           | 5:17    |  |
| 4.                             | "Lionhearted (The Alexanders Remix)" (com participação especial de Urban Cone) | 5:56    |  |
| 5.                             | "Lionhearted (Giraffage Remix)" (com participação especial de Urban Cone)      | 3:59    |  |
| 6.                             | "Lionhearted (Urban Cone Remix)" (com participação especial de Urban Cone)     | 3:26    |  |
| Duração total:                 | Duração total:                                                                 | 29:15   |  |

| Single "Lionhearted" de 7 polegadas de edição limitada |                                                         |         |  |
| N.º                                                    | Título                                                  | Duração |  |
| 1.                                                     | "Lionhearted" (com participação especial de Urban Cone) | 4:26    |  |
| 2.                                                     | "Shepherdess"                                           | 7:16    |  |
| Duração total:                                         | Duração total:                                          | 11:42   |  |

Notas
- "Sea of Voices" apresenta vocais não creditadas de Breanne Düren.[36]
- "Sad Machine", "Fresh Static Snow" e "Goodbye to a World" apresentam vocais de Avanna, uma voz de Vocaloid.[5]

## Posição nas tabelas musicais
| Tabela (2014)                                      | Posição de pico |
| -------------------------------------------------- | --------------- |
| Austrália (ARIA)                                   | 13              |
| Estados Unidos (Billboard 200)                     | 18              |
| Estados Unidos (Billboard Dance/Electronic Albums) | 1               |
| Países Baixos (Dutch Charts)                       | 96              |
| Reino Unido (UK Dance Albums Chart)                | 13              |
| Reino Unido (OCC)                                  | 86              |